# Szőke Imre
Szőke Imre, születési és 1898-ig használt nevén Schwarz Ignác (Budapest, 1879. április 12. – Budapest, 1938. november 22.) magyar építész.

## Élete
Schwarz Vilmos kereskedő és Gansl Zsófia fiaként született zsidó családban a Király utcában. Középiskolai és felsőfokú tanulmányait szülővárosában végezte. A Magyar Királyi József Műegyetemen 1902-ben építészmérnöki oklevelet szerzett. Lechner Ödön és Lajta Béla mellett kezdte el építészi pályafutását. 1908-ban önállósult. Élete során több mint ötven társasházat, villát, illetve középületet tervezett.
Kezdetben szecessziós, később neoeklektikus (újhistorizáló) stílusban tervezett, majd az 1930-as években már modern épületei is épültek.
Felesége Wittmann Sára volt. Gyermekük Szőke Iván János (1913–1963), aki szintén az építészeti hivatást választotta és a Dél-afrikai Köztársaságban hunyt el.
A Kozma utcai izraelita temetőben nyugszik.

## Ismert épületei
- 1909: lakóház, Budapest, Damjanich utca 49.[8]
- 1910: lakóház, Budapest, Déri Miksa utca 18.[9]
- 1910–1912: lakóház, Budapest, Mészáros utca 4.[10][11]
- 1911: lakóház, Budapest, Gellérthegy utca 1.[12]
- 1911: Winnik Salamon bérháza, Budapest, Ráday utca 37.[13]
- 1911: lakóház, Budapest, Pannónia u. 33.[14]
- 1925–1926: lakóház, Budapest, Pannónia u. 50. / Csanády u. 23.[15]
- 1926: lakóház, Budapest, Tátra u. 12/a. / Katona József u. 29.[16]
- 1927: lakóház, Budapest, Pannónia u. 10.[17]
- 1927: lakóház, Budapest, Pannónia u. 21. / Radnóti Miklós u. 22/b.[18]
- 1927: lakóház, Budapest, Pannónia u. 22. / Raoul Wallenberg u. 1.[18]
- 1927–1929: lakóház, Budapest, Bulcsú u. 23/b.[19]
- 1927–1929: lakóház, Budapest, Kassák Lajos utca 10. / Bulcsú u. 23/a.[19]
- 1928: Dr. Farkas Samu bérháza, Budapest, Hegedűs Gyula utca 24/a. / Felka u. 1.[20][21]
- 1929: lakóház, Budapest, Tátra u. 15/a. / Raoul Wallenberg u. 5.[22]
- 1929: lakóház, Budapest, Katona József u. 10/a.[23]
- 1929: lakóház, Budapest, Katona József u. 23/a.[24]
- 1930: lakóház, Budapest, Tátra utca 15/b.[25]
- 1931: Modiano S. D. Szivarkapapír Rt., Budapest, Váci út 48.[26][27]
- 1933–1934: lakóház, Budapest, Pozsonyi út 20. / Radnóti Miklós u. 37.[28]
- 1934: lakóház, Budapest, Szent István park 3.[29][30]
- 1934: lakóház, Budapest, Szent István park 4.[30][31]
- 1935: lakóház, Budapest, Pozsonyi út 15.[32]
- 1935: lakóház, Budapest, Hollán Ernő u. 22. / Raoul Wallenberg u. 10.[33]
- 1936: lakóház, Budapest, Raoul Wallenberg u. 12.[34]
- 1936–1937: lakóház, Budapest, Balzac utca 35. / Hollán Ernő u. 35.[35][36]

## Átalakítások
- 1922: lakó- és műhelyépület belső átalakítása (tervezte: Róna Sándor, épült: 1912), Budapest, Hegedűs Gyula u. 18. (az 1980-as években elpusztult)[37]

## Képtár

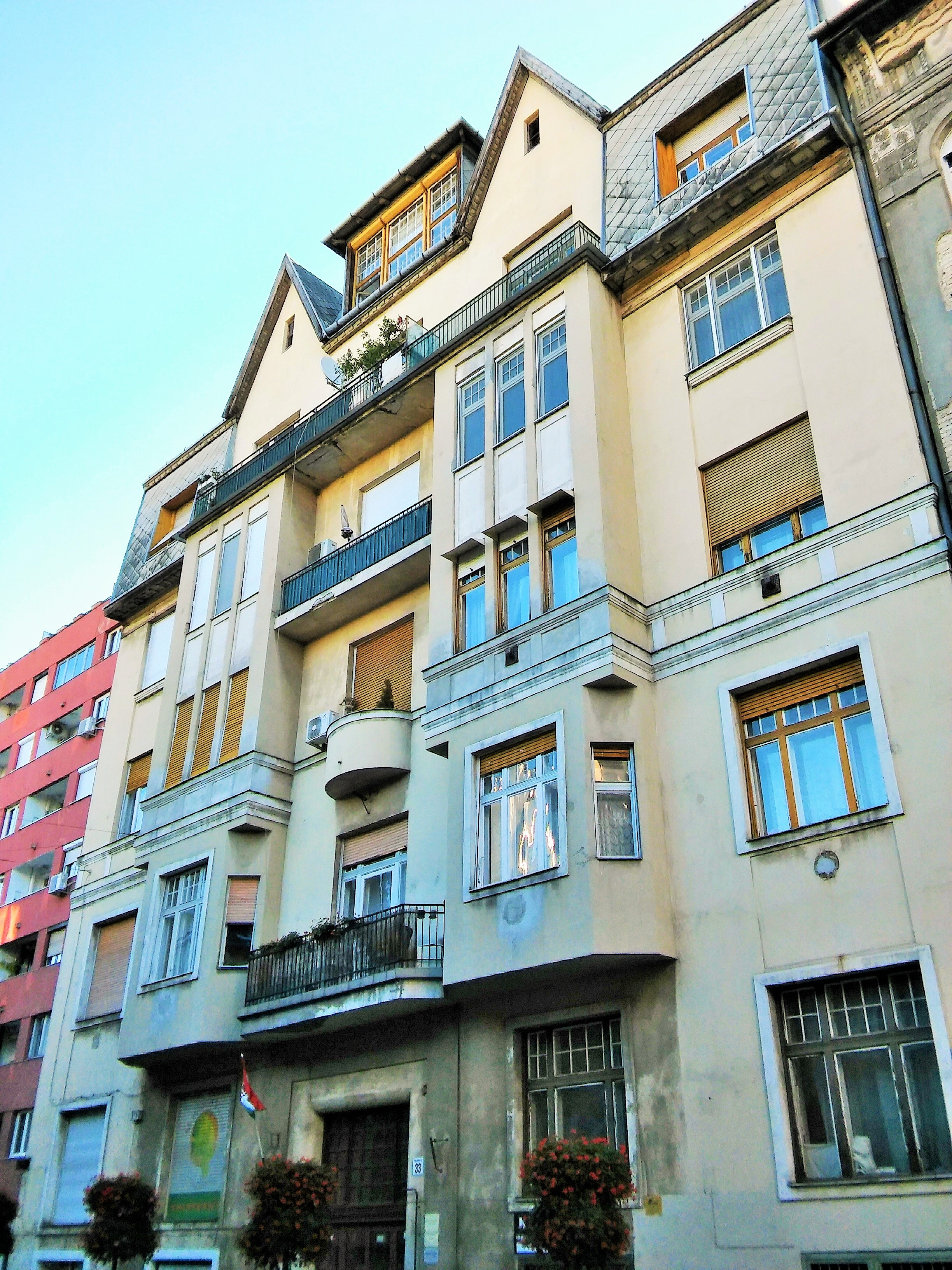
Pannónia u. 33.
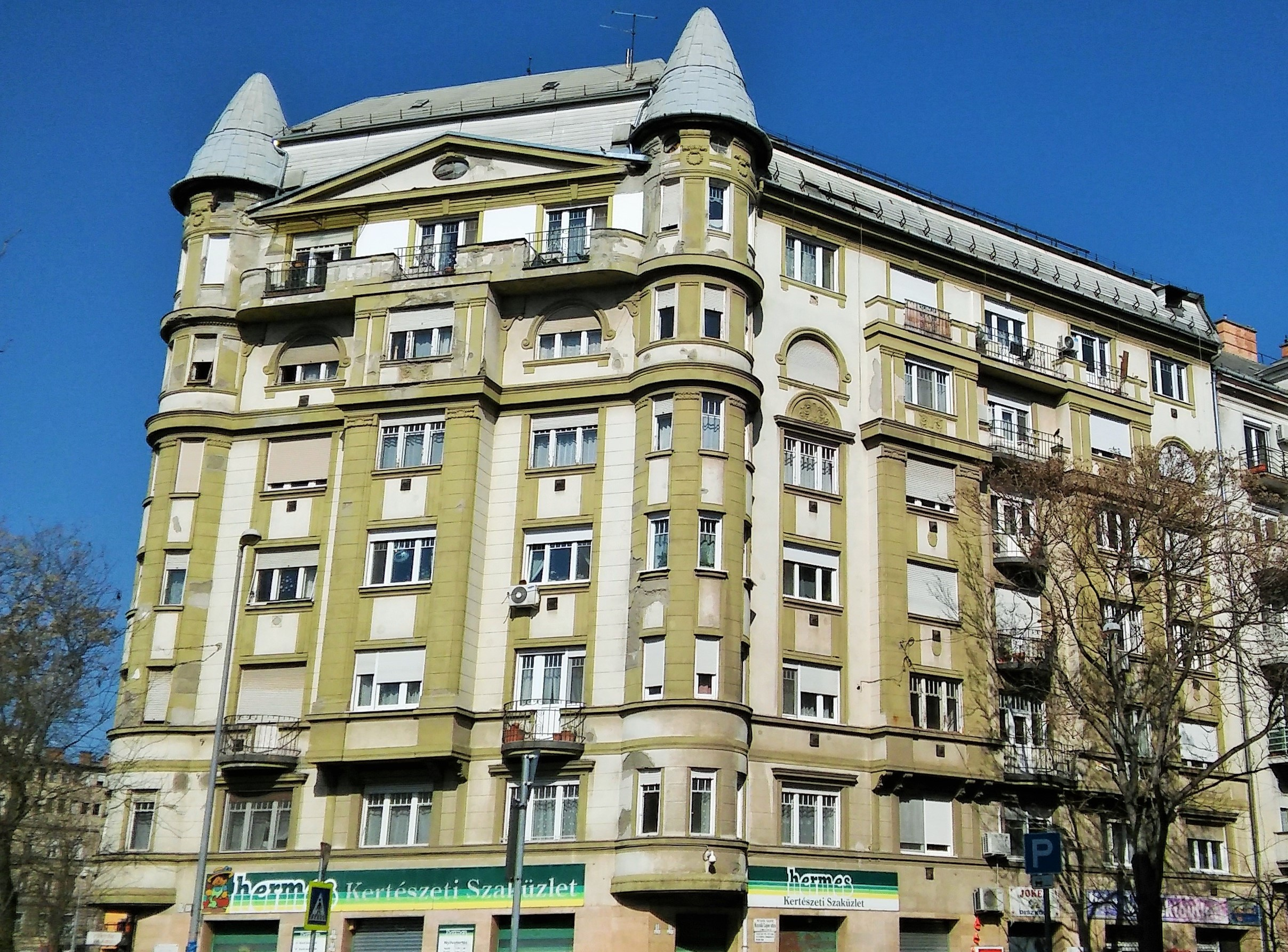
Bulcsú u. 23/a.
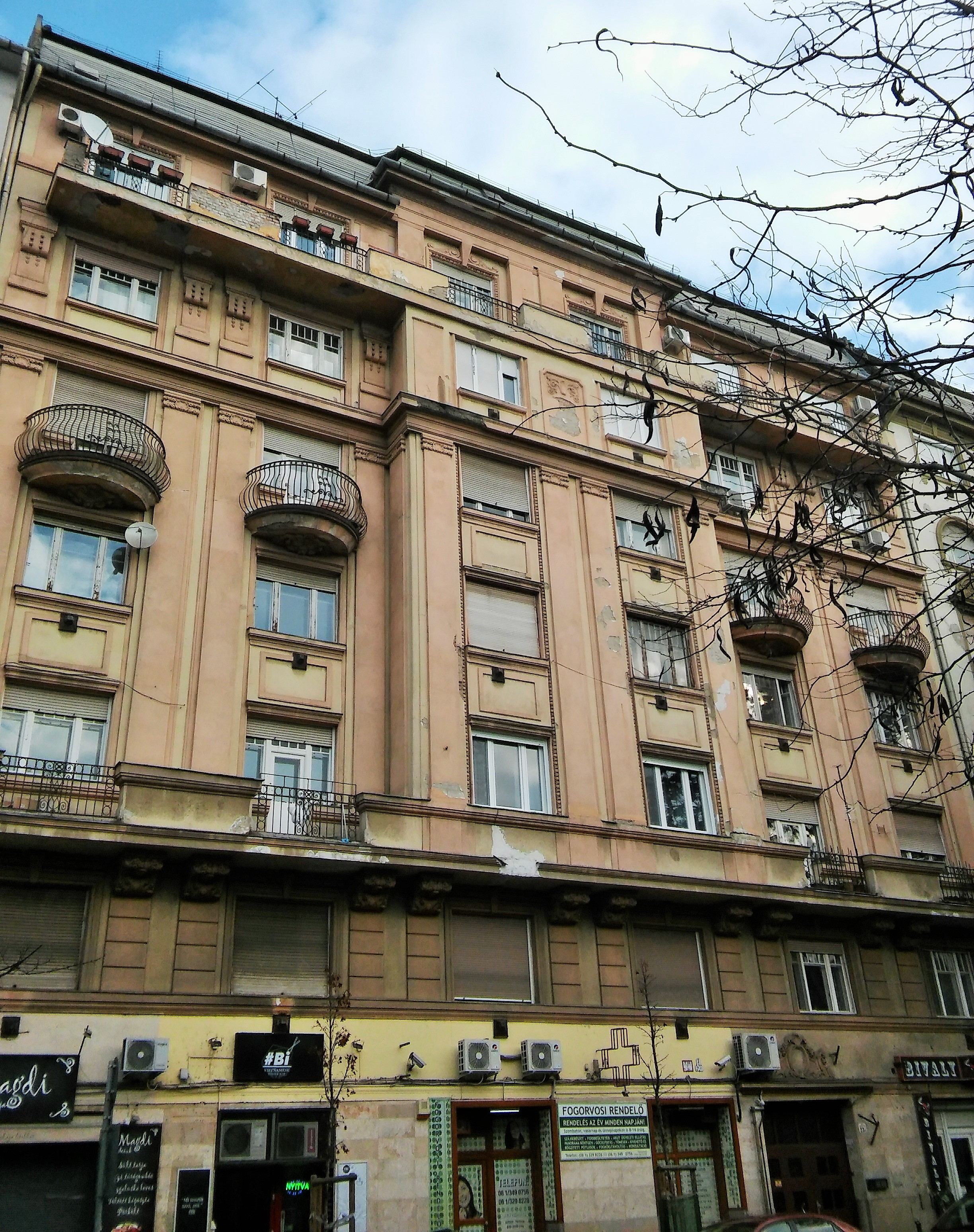
Bulcsú u. 23/b.
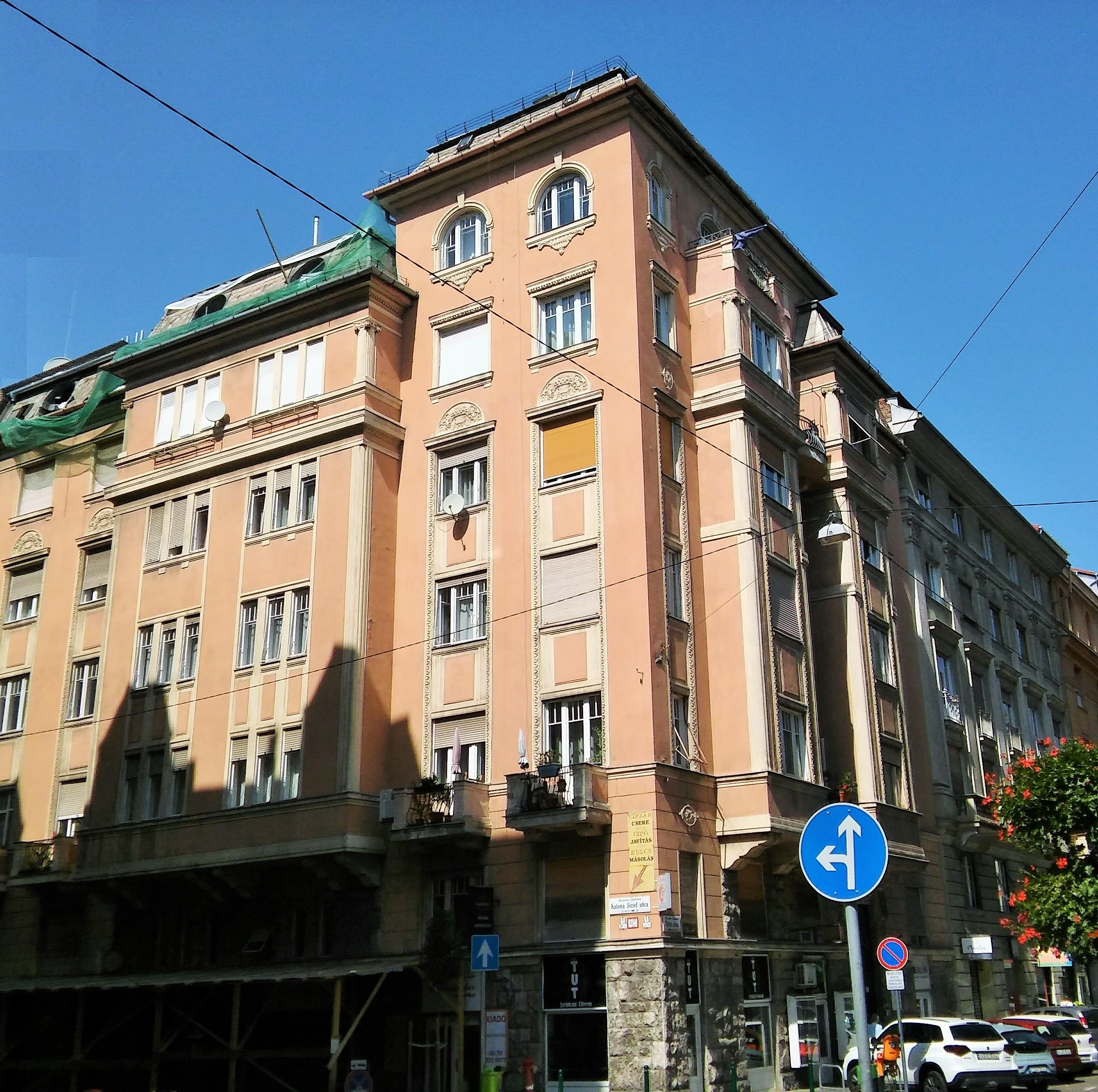
Tátra u. 12/a.
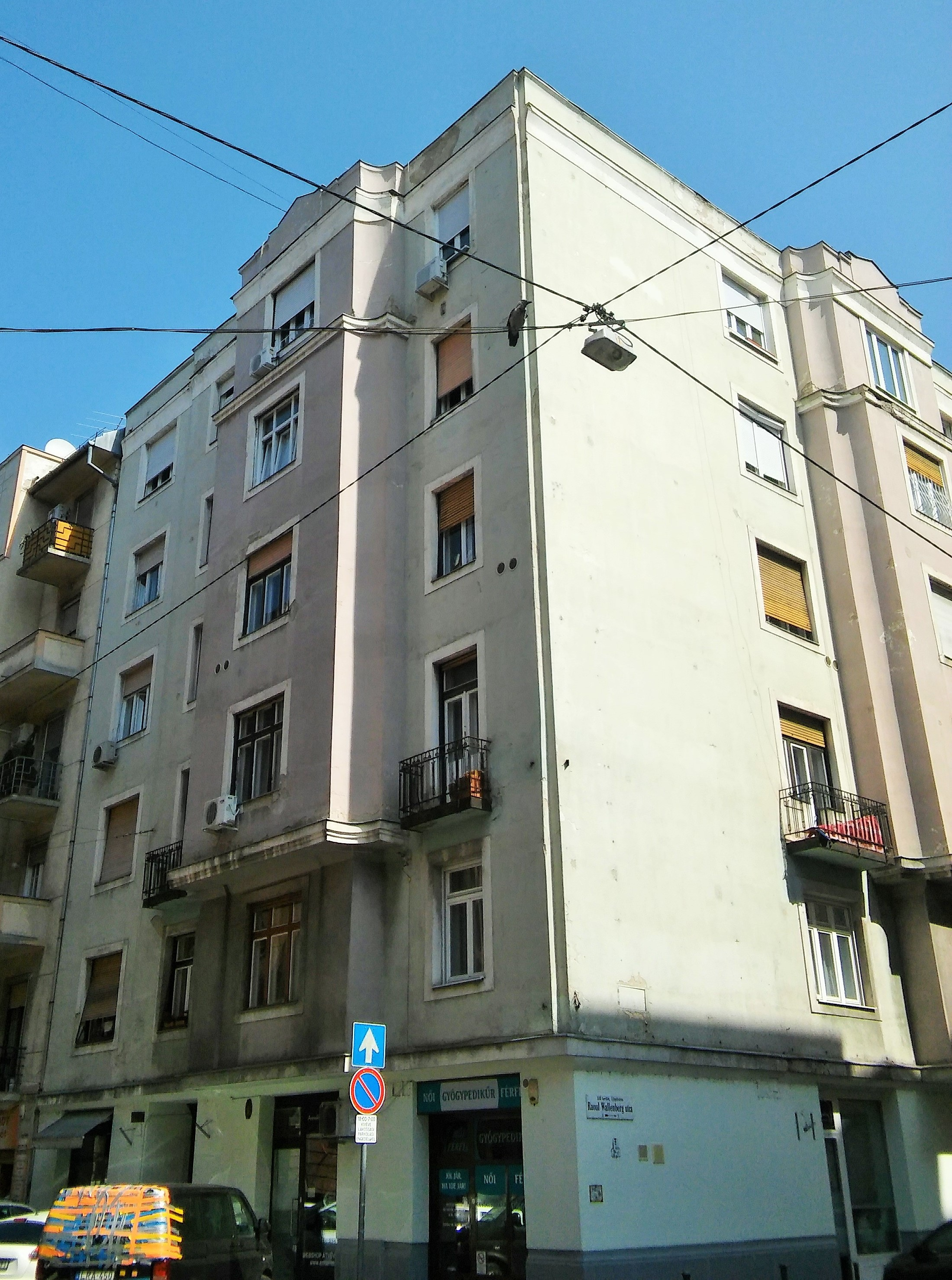
Tátra u. 15/a.
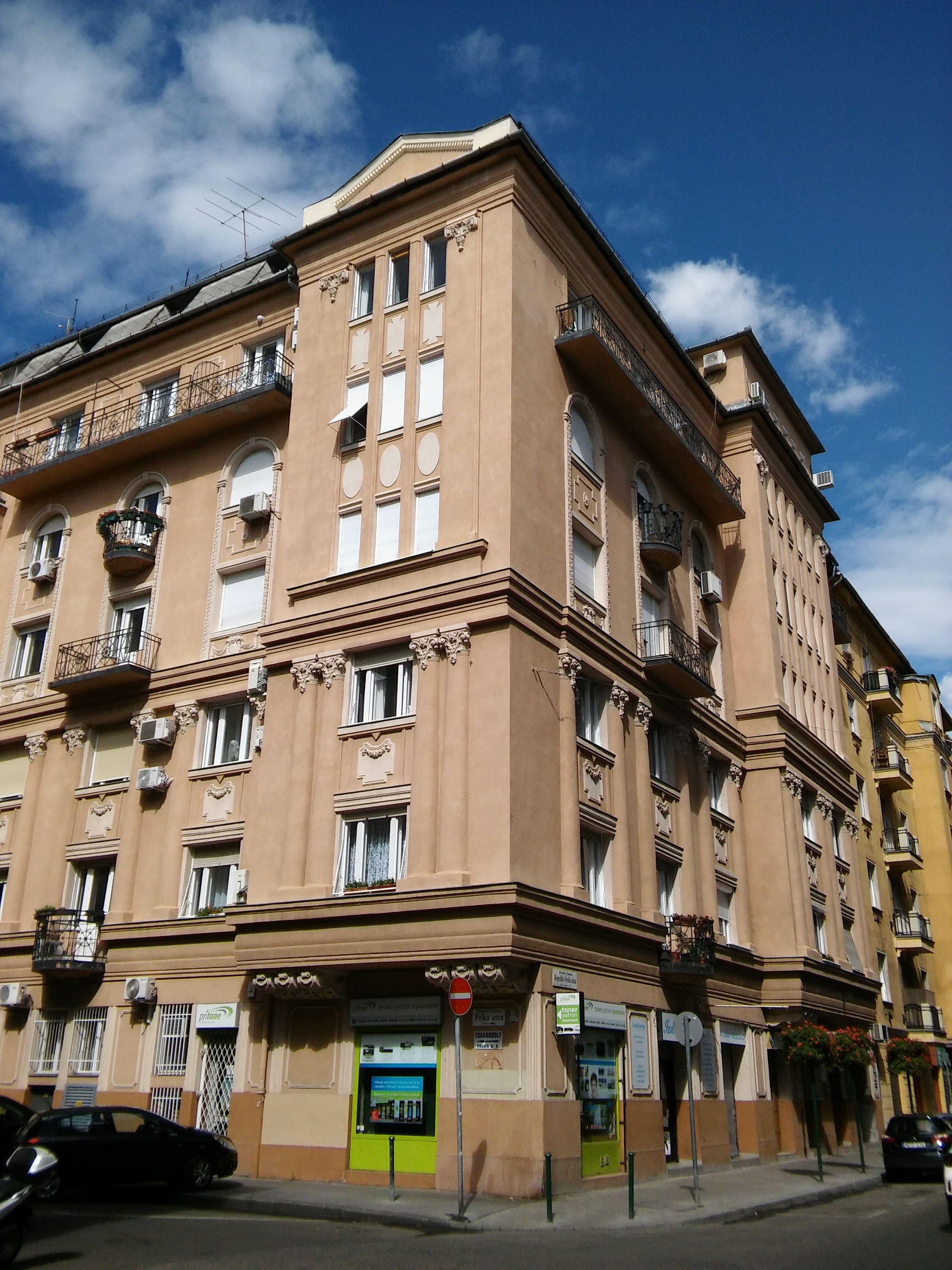
Hegedűs Gyula utca 24/a.
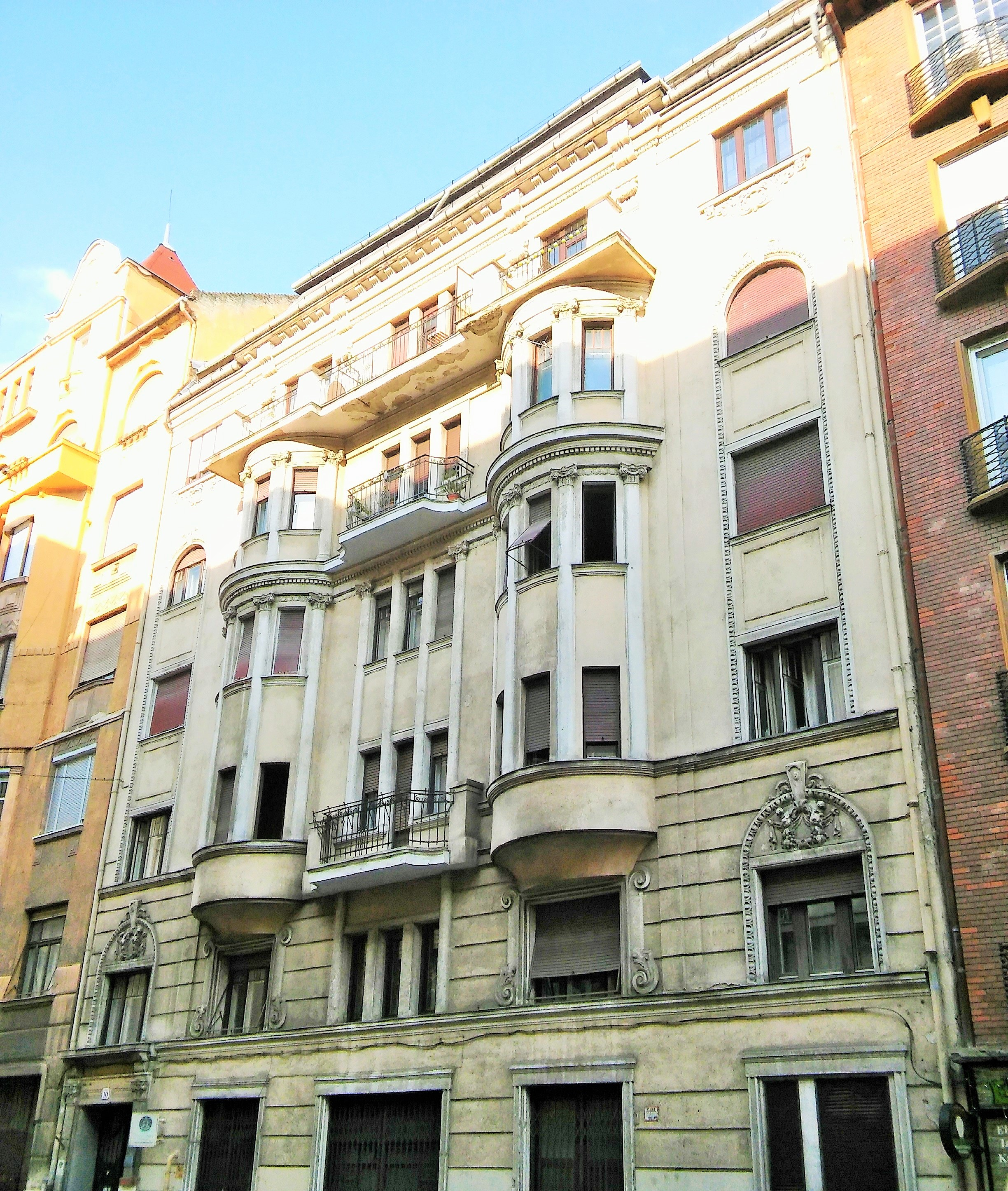
Pannónia u. 10.
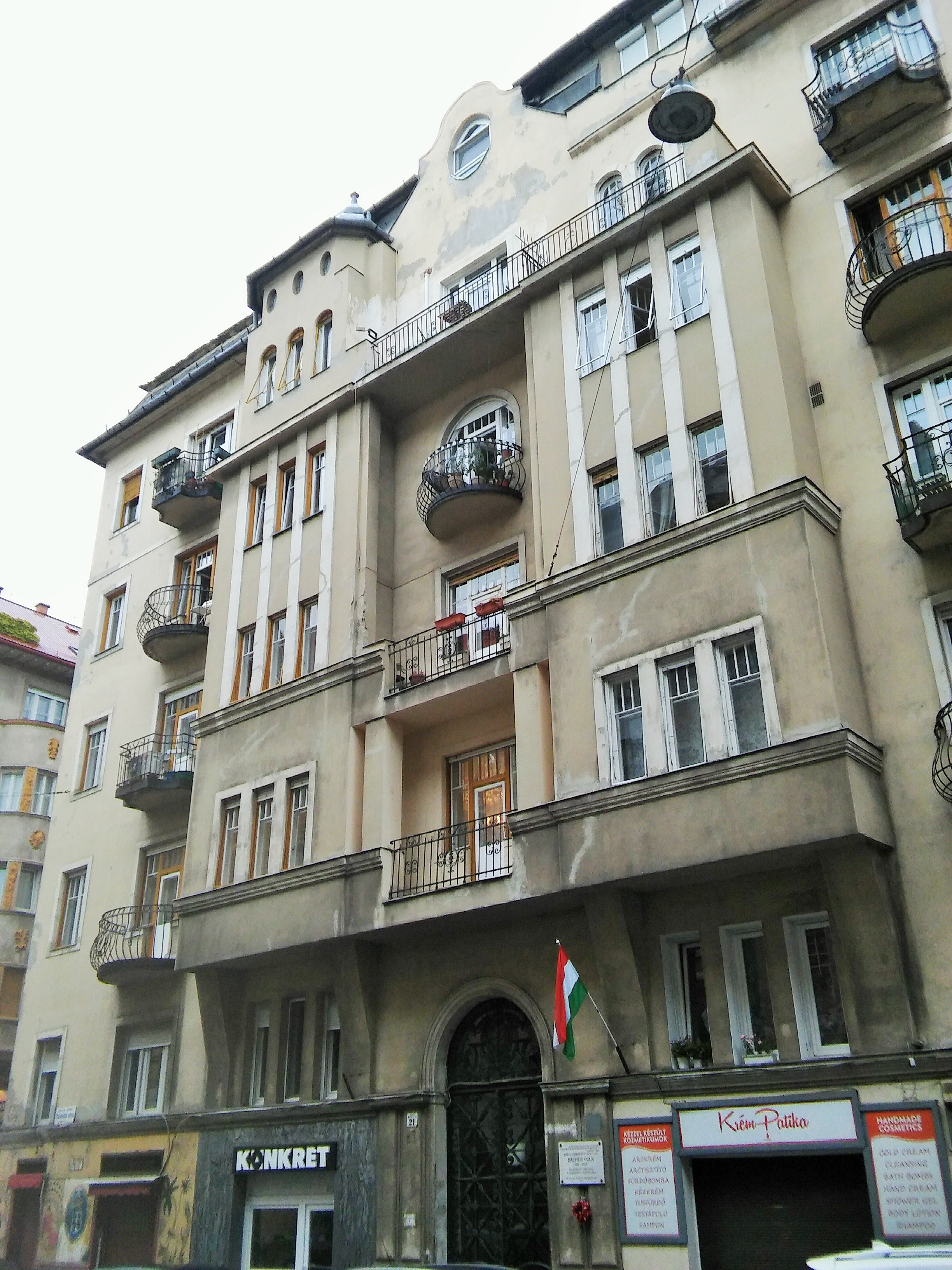
Pannónia u. 21.
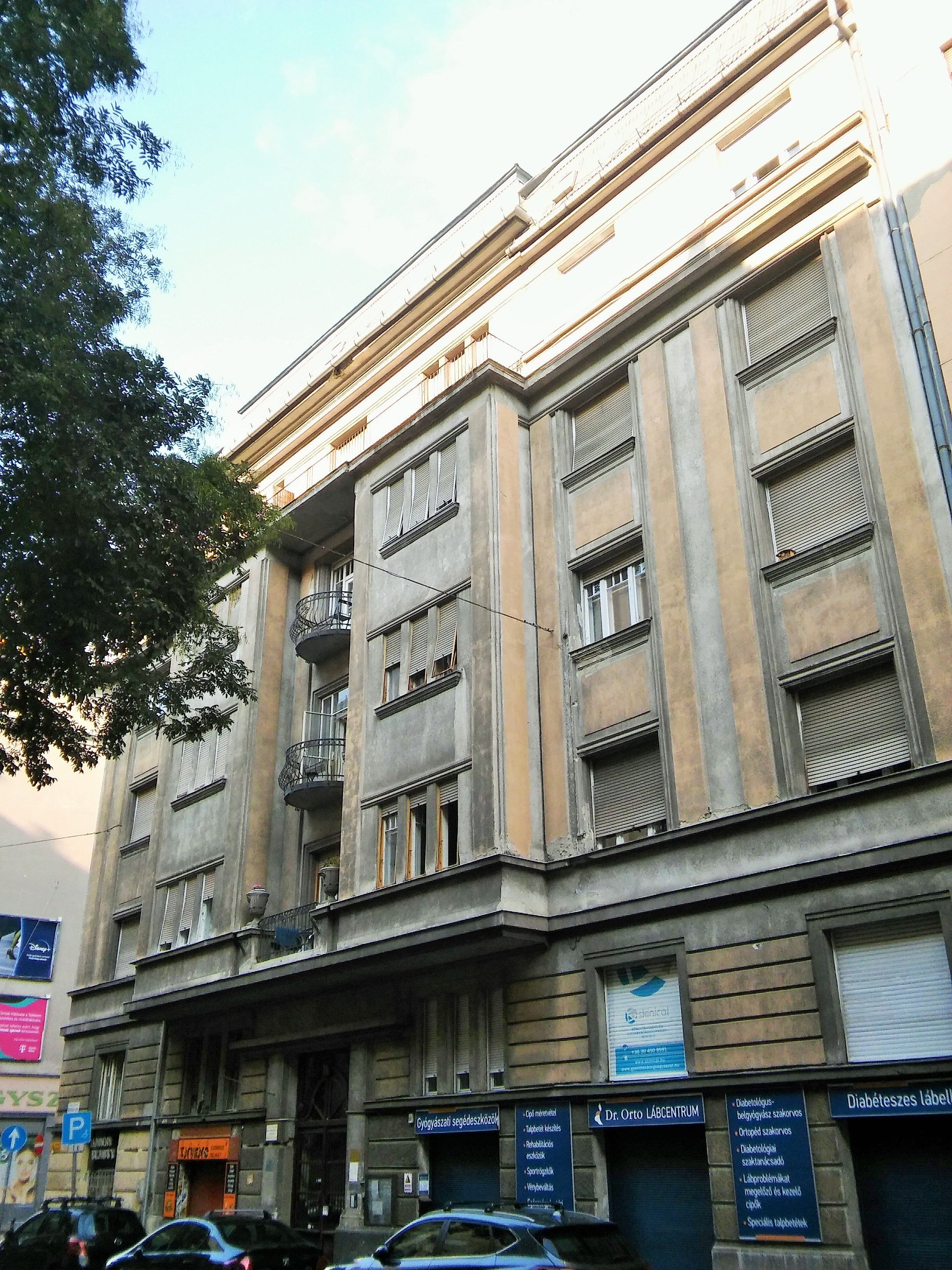
Pannónia u. 22.
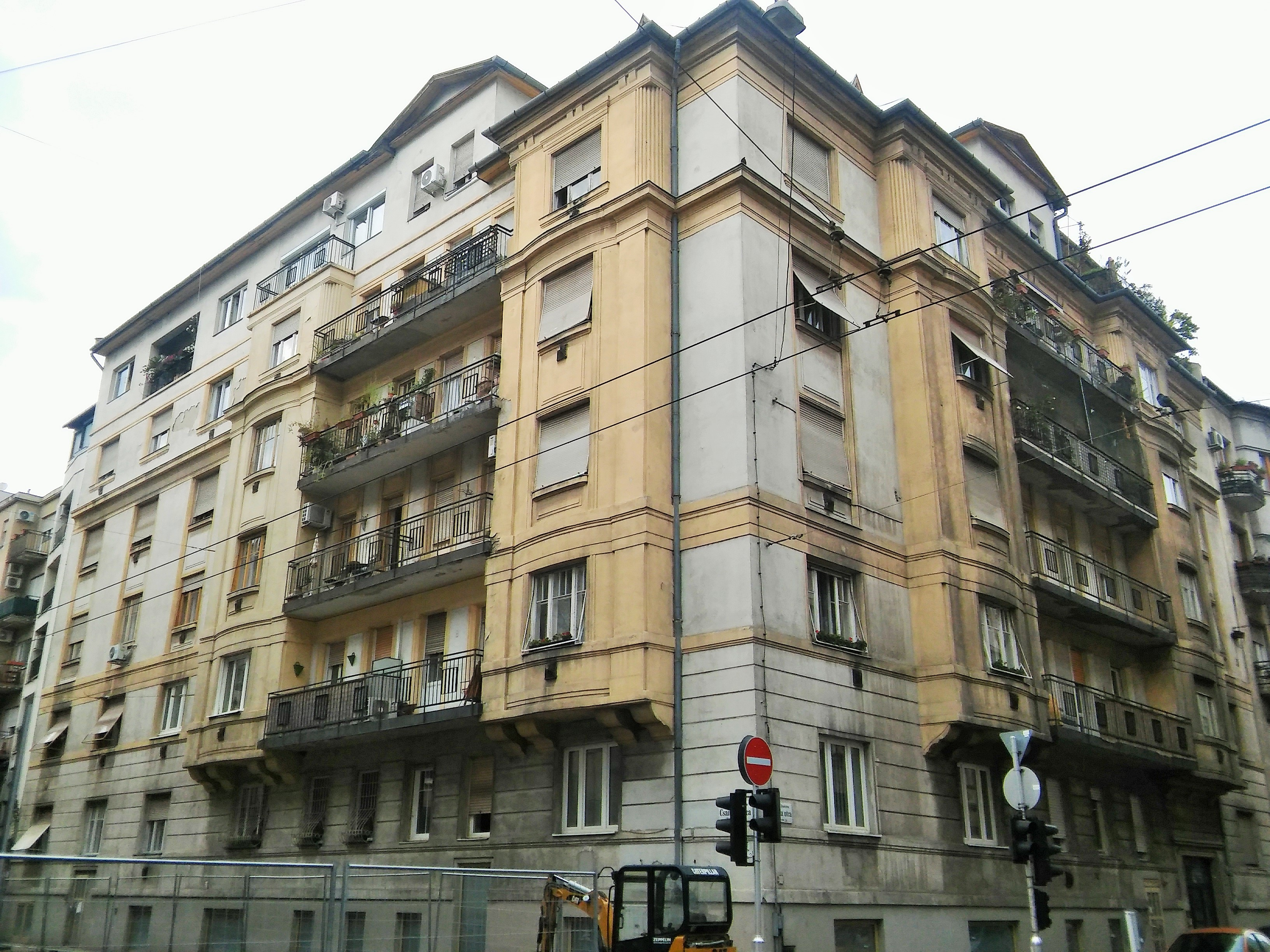
Pannónia u. 50.
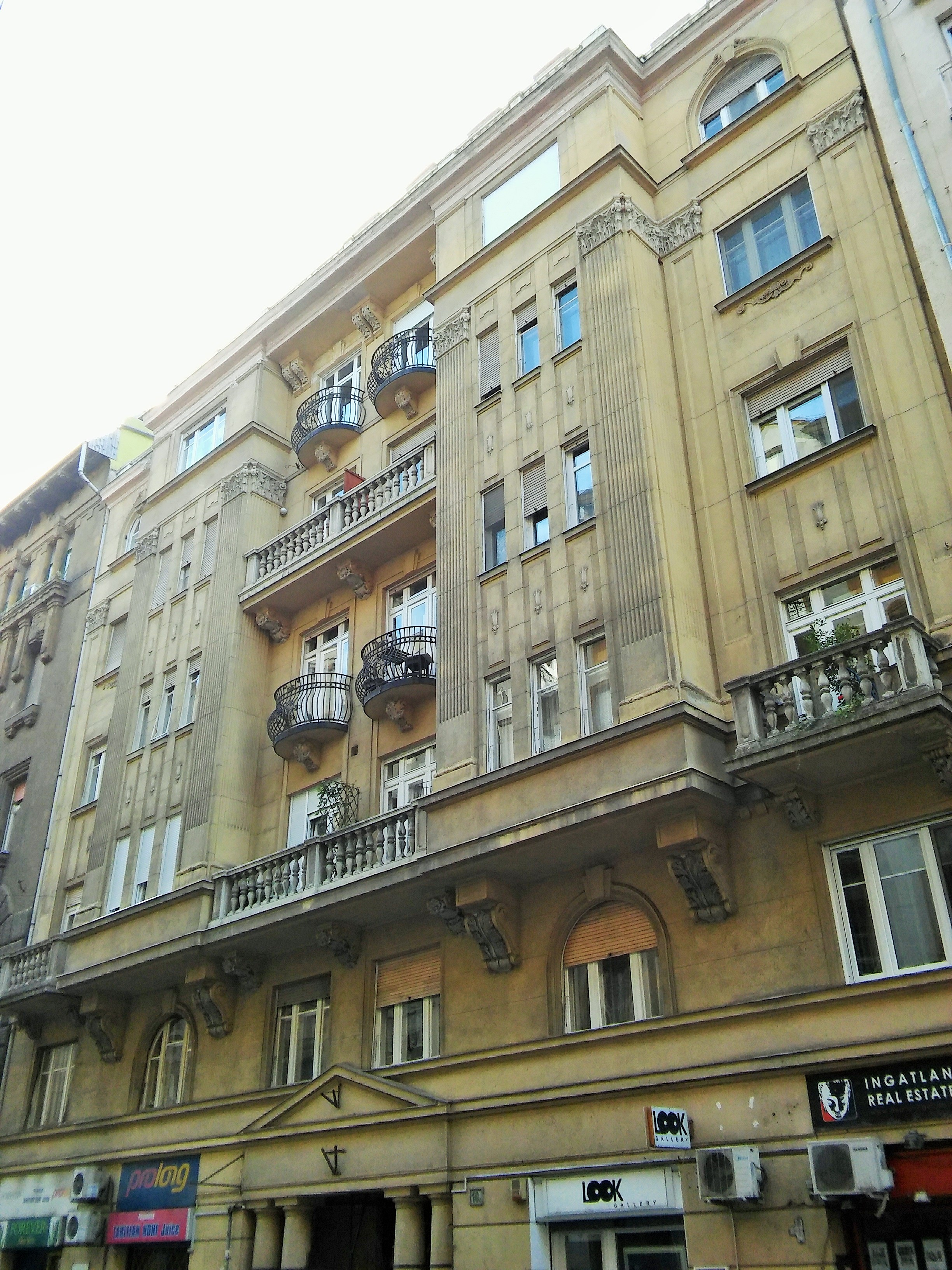
Katona József u. 10/a.
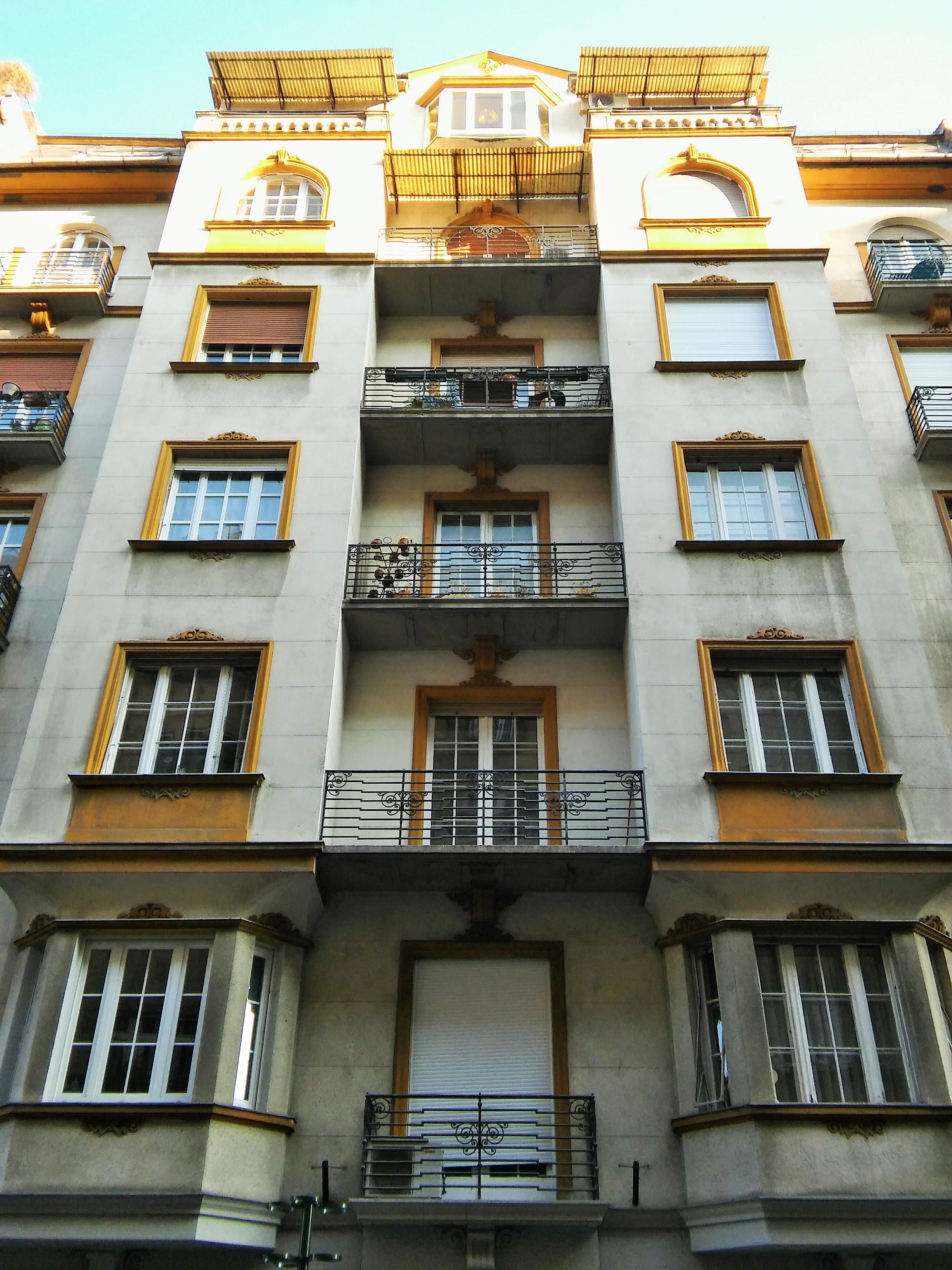
Katona József u. 23/a.
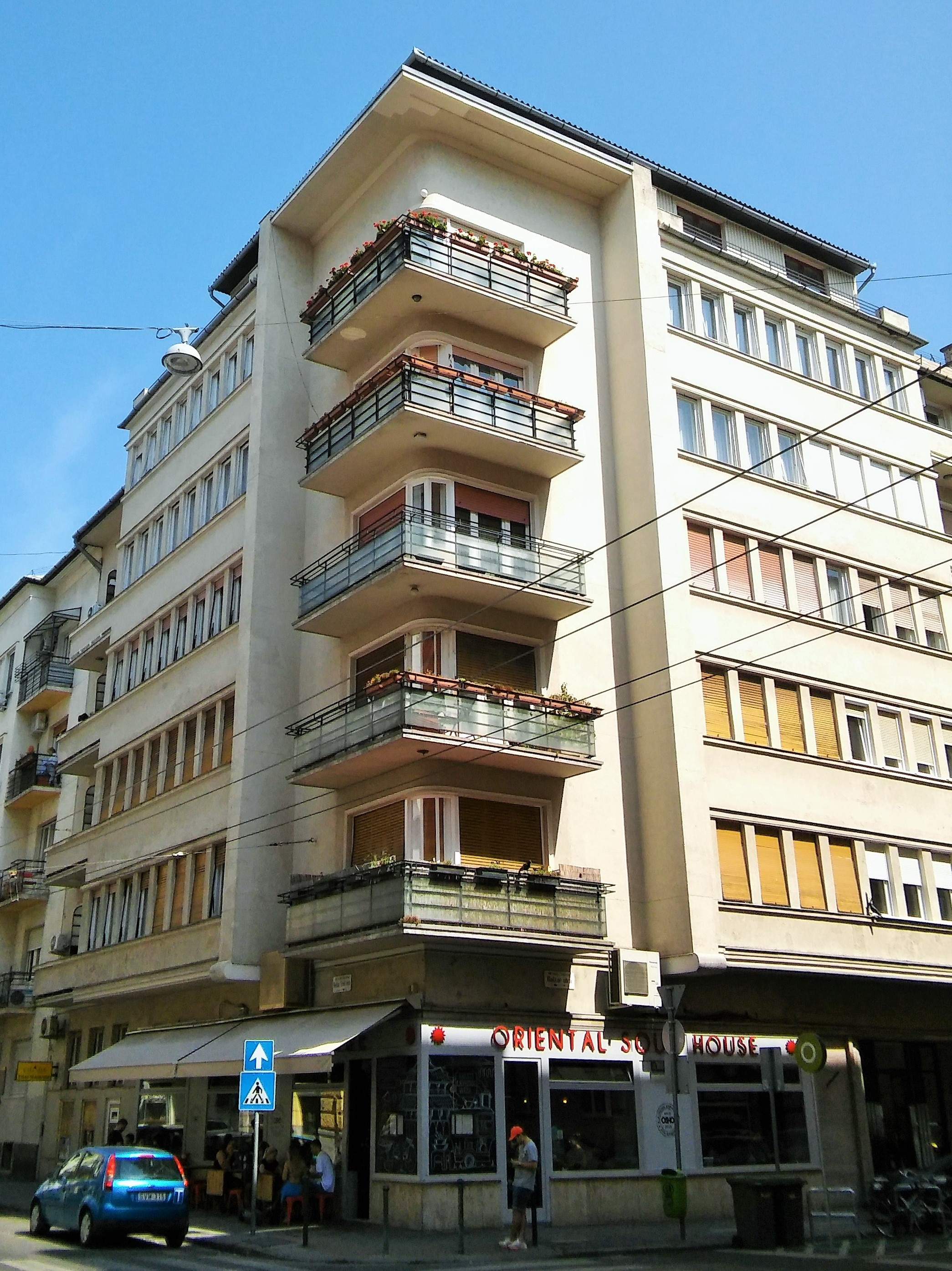
Balzac u. 35.
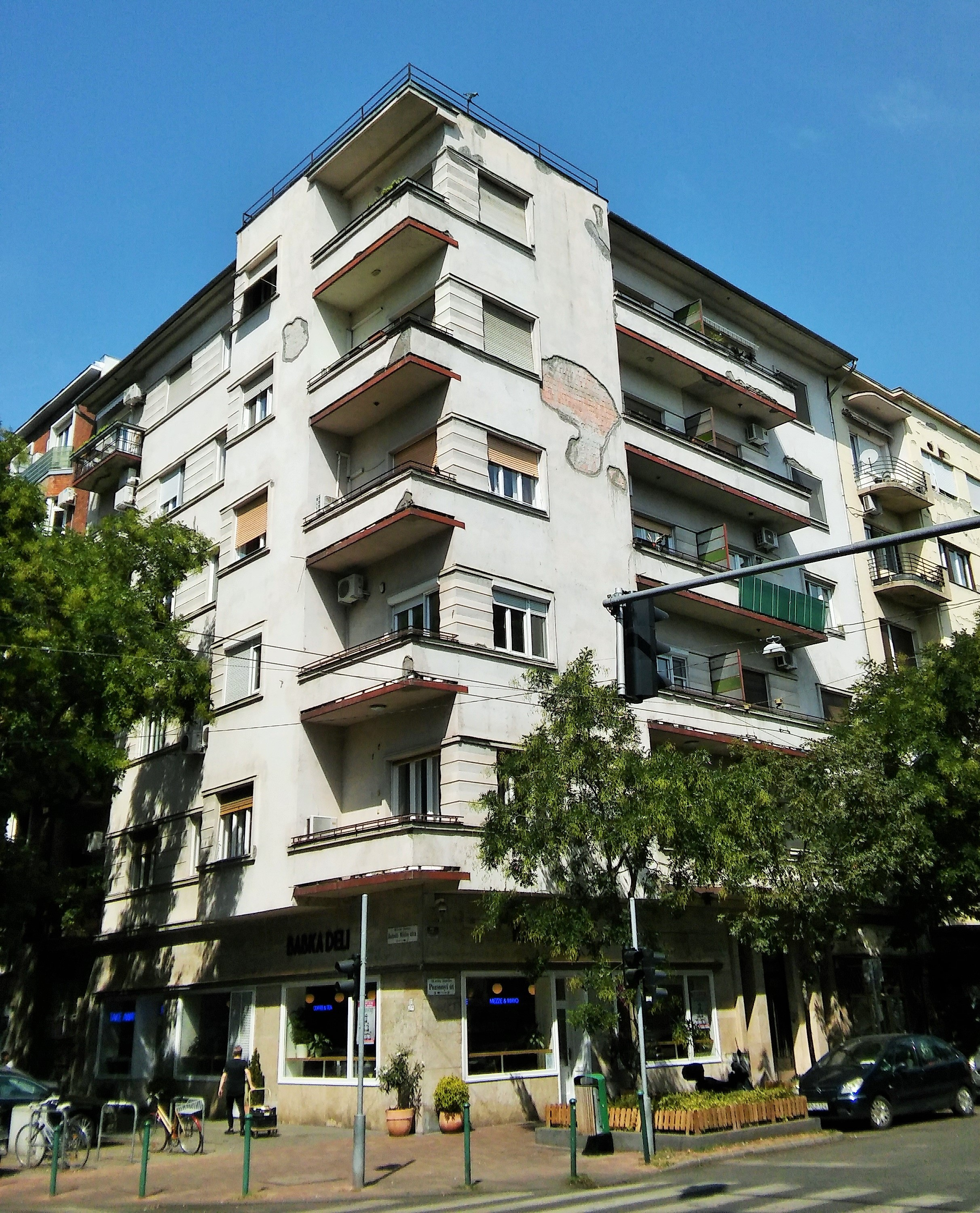
Pozsonyi út 20.
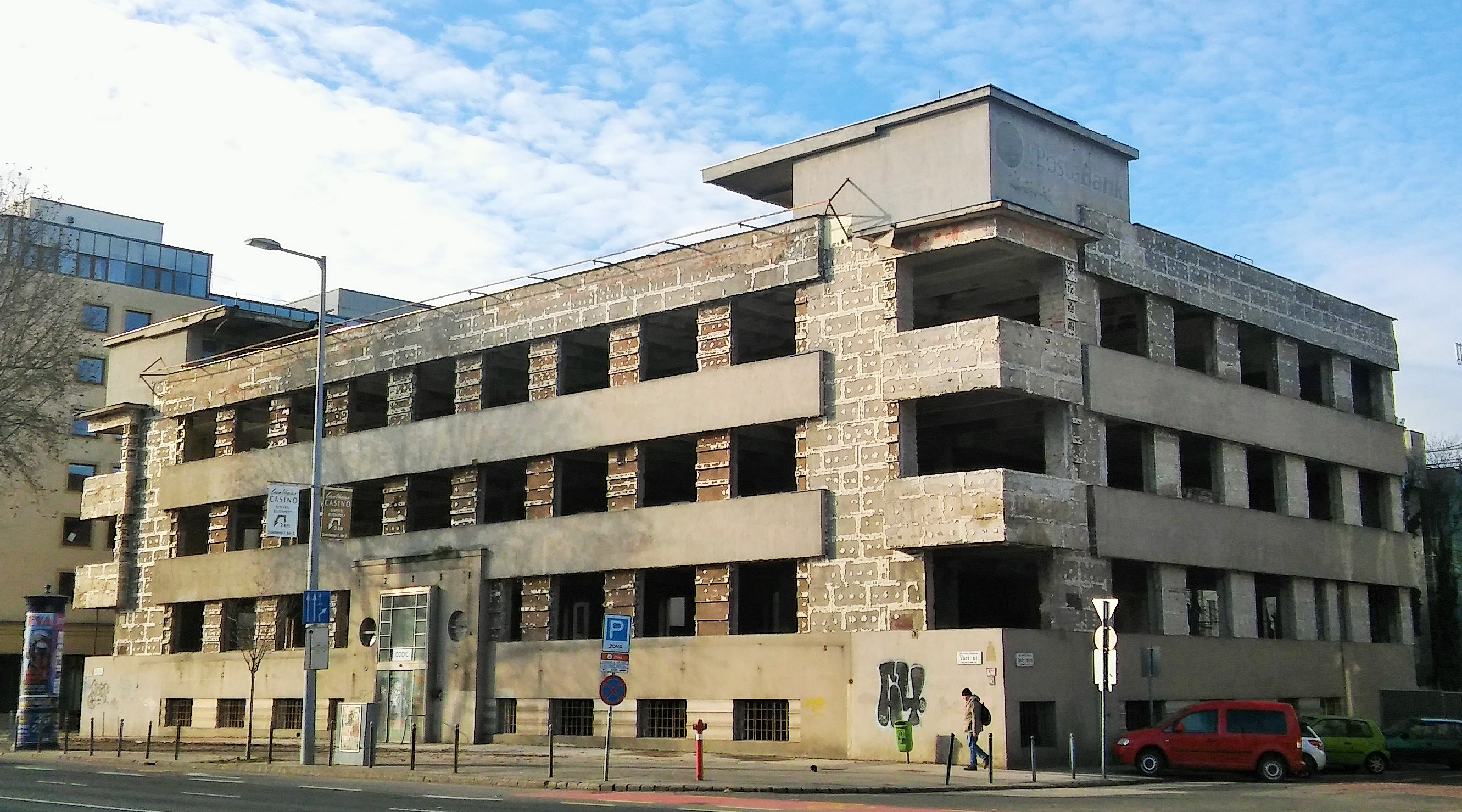
Magyar Szivarkapapír és Szivarkahüvelygyár (felújítás alatt)